# Okas lemma
Inom matematiken är Okas lemma, bevisad av Kiyoshi Oka, ett resultat som säger att i en domän av analytiskhet i Cn är funktionen –log d(z) plurisubharmonisk, där d betecknar avståndet till randen. Detta bevisar att domänen är pseudokonvex.